# Bukka White
Pour les articles homonymes, voir White.
 (février 2020).
Bukka White, né Booker T. Washington White le 12 novembre 1909 à Houston, Mississippi, et mort le 26 février 1977 à Memphis, Tennessee, est un guitariste et chanteur de blues américain. Il est considéré comme l'un des maîtres du Delta Blues.

## Biographie
Élevé dans la ferme de son grand-père, près de Houston dans l'État du Mississippi, son père, ouvrier des chemins de fer, l'initie à la guitare lorsqu'il a neuf ans. Après une rencontre avec Charley Patton et quelque temps passé chez son oncle à Clarksdale, Bukka White part pour Saint-Louis à l'âge de 14 ans. À partir de 1920, il voyage à travers le Mississippi et les États du Delta, jouant dans les bars honky tonk. En 1930, il enregistre une première session de quatorze morceaux à Memphis, pour Victor Records, dont trois gospels avec Memphis Minnie. Quelques années plus tard, sollicité par Big Bill Broonzy, il enregistre de nouveau pour un producteur indépendant, Mr. Melrose, à Chicago. De retour dans le Mississippi, il poursuit une vie itinérante dans la région du Delta, alternant musique, travail dans les fermes et boxe professionnelle.
Au cours de l'été de 1937, il blesse un agresseur à la cuisse d'une balle de revolver au cours d'une bagarre et est condamné à une peine d'emprisonnement qu'il purgera au pénitencier de Parchman's Farm. Peu avant son incarcération, il enregistre deux morceaux pour Vocalion, dont Shake 'em on down, l'un de ses morceaux les plus célèbres, qui connut un grand succès et dont le thème sera repris par Big Bill Broonzy. Alors qu'il est emprisonné à Parchman's Farm, en 1939, Bukka White enregistre quelques morceaux pour Alan Lomax qui travaillait alors sur le recueil de la tradition orale pour la bibliothèque du Congrès. Après sa libération, en 1940, Bukka White se rend à Chicago et enregistre douze morceaux d'une grande violence expressive, sur les thèmes de la prison, de l'isolement et de la solitude. Installé à Memphis, il jouera occasionnellement avec son jeune cousin BB King. Mais la guerre mettra fin à sa carrière musicale et, en 1944, il trouve un travail dans un camp militaire. Il l'occupait encore lorsqu'il sera redécouvert par John Fahey lors du "blues revival" du début des années 1960. Il entame alors une seconde carrière qui le mènera notamment en Californie.
Il meurt en 1977, victime d'un cancer.

## Style
Le plus souvent accompagné d'une guitare à résonateur métallique, jouée en guitare slide à l'aide d'un bottleneck, le chant de Bukka White est particulièrement puissant, porté par une voix gutturale lancée dans de longues improvisations de type talking blues.